# Patinatge de velocitat en pista curta
El patinatge de velocitat sobre gel de pista curta (en neerlandès Kortebaanschaatsen) es refereix a una antiga forma de torneig holandès de patinatge sobre gel que es remunta al segle xviii. No s'ha de confondre amb l'esport modern de patinatge de velocitat conegut com a patinatge de velocitat en pista curta. L'esport és similar a les curses d'arnès (conegut com a kortebaandraverijen) i consisteix en competicions de dos en dos, en una pista recta de 140 m per dones i 160 m per homes.

## Història
Cap al 1800 ja es practicaven competicions de pista curta al nord dels Països Baixos. Amb els anys es van anar guanyant popularitat. Les pistes de gel natural són als afores de les ciutats i els pobles. Al començament es podien guanyar objectes de luxe, com per exemple capses de plata per tabac. Més tard els premis es donaven en diners. Hi havia pescadors i pagesos pobres que els mesos d'hivern es guanyaven la vida patinant i guanyant premis. Amb l'arribada de pistes de gel artificial de 400 metres (els anys seixanta del segle vint) la varietat de pista llarga va guanyar popularitat, mentre que la varietat de pista curta en va perdre. Avui dia encara es practiquen competicions de pista curta, però no gaire sovint. La manca de gel natural a Holanda ha fet que no es puguin practicar tan sovint com antigament. I a les pistes de gel ovalades no se sol fer. Hi ha pobles holandesos que preparen una esplanada amb uns dits d'aigua per tal que quan hi hagi les primeres glaçades de l'hivern puguin ser ells en organitzar les primeres competicions de pista curta de l'any, cosa amb la qual surten al telenotícies.
Des de 1805, el kortebaanschaatsen femení es celebra a una distància de 140 metres. A la primera cursa femenina celebrada l'any 1805 a Leeuwarden, guanyada per Trijntje Pieters Westra, les dones eren "tan ràpides com els cavalls", que es referia a un kortebaandraverij anterior que s'havia celebrat anteriorment aquella setmana amb trineus en comptes de sulkys amb rodes. La llista completa de dones participants amb les seves edats i adreces es va publicar en un compte d'Evert Maaskamp. L'esport femení era popular perquè les dones patinaven amb els braços nus i es veia que tenien un talent i una força inusual. Es va fer un gravat que es va popularitzar, que va acompanyat d'un altre gravat amb un text descriptiu commemoratiu.

## Kortebaanschaatsen modern
Avui dia, la majoria de les grans ciutats holandeses tenen pistes de patinatge cobertes, i l'auge del patinatge de velocitat com a esport ha permès que molts joves patinadors aprenguin aviat a patinar per girs, cosa que mai va ser necessària a les pistes de kortebaan. Amb períodes de gelades cada cop més curts, cada cop es van celebrar menys tornejos d'esprint de kortebaan, la qual cosa va provocar la creació de l'alternativa d'esprint indoor coneguda ara com el Campionat Holandès de Super Sprint KNSB.

## Galeria d'imatges

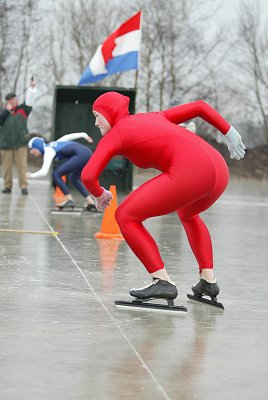
La posició de sortida
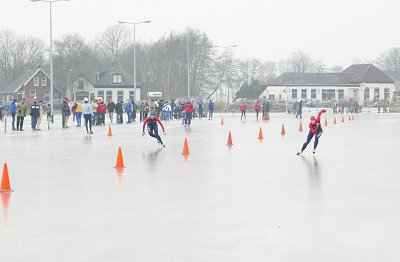
dues dones competint
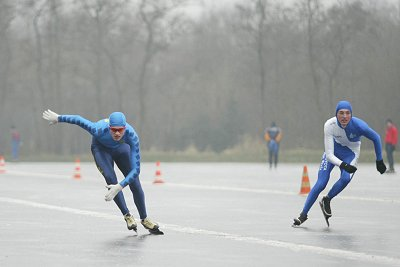
dos homes competint
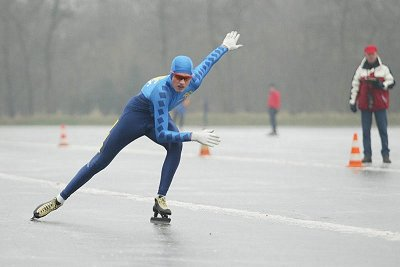
home competint